# Manuscrit M 741/22
El manuscrit M 741/22 Follias, Ballets, Sardanas, Contradansas, Minuets, Balls, Pasapies, y moltas altres cosas de aquell temps vell, que ara son poch usadas; pero ab tot son bonicas y molt alegres, escrit a principis del segle xviii, recull melodies de totes aquestes danses majoritàriament per a un instrument sol.
Actualment, forma part del fons musical de la Biblioteca de Catalunya. Va ser comprat per la biblioteca musical de l'Institut d’Estudis Catalans a en Joan Carreras i Dagas el 1892, i va ser incorporat a la Biblioteca de Catalunya el 1912, pocs anys abans de la seva inauguració.
Entre aquestes melodies es poden reconèixer temes populars com El Noi de la Mare, Quan el Pare No Té Pà o Marizápalos.